# للا مريم (حي)

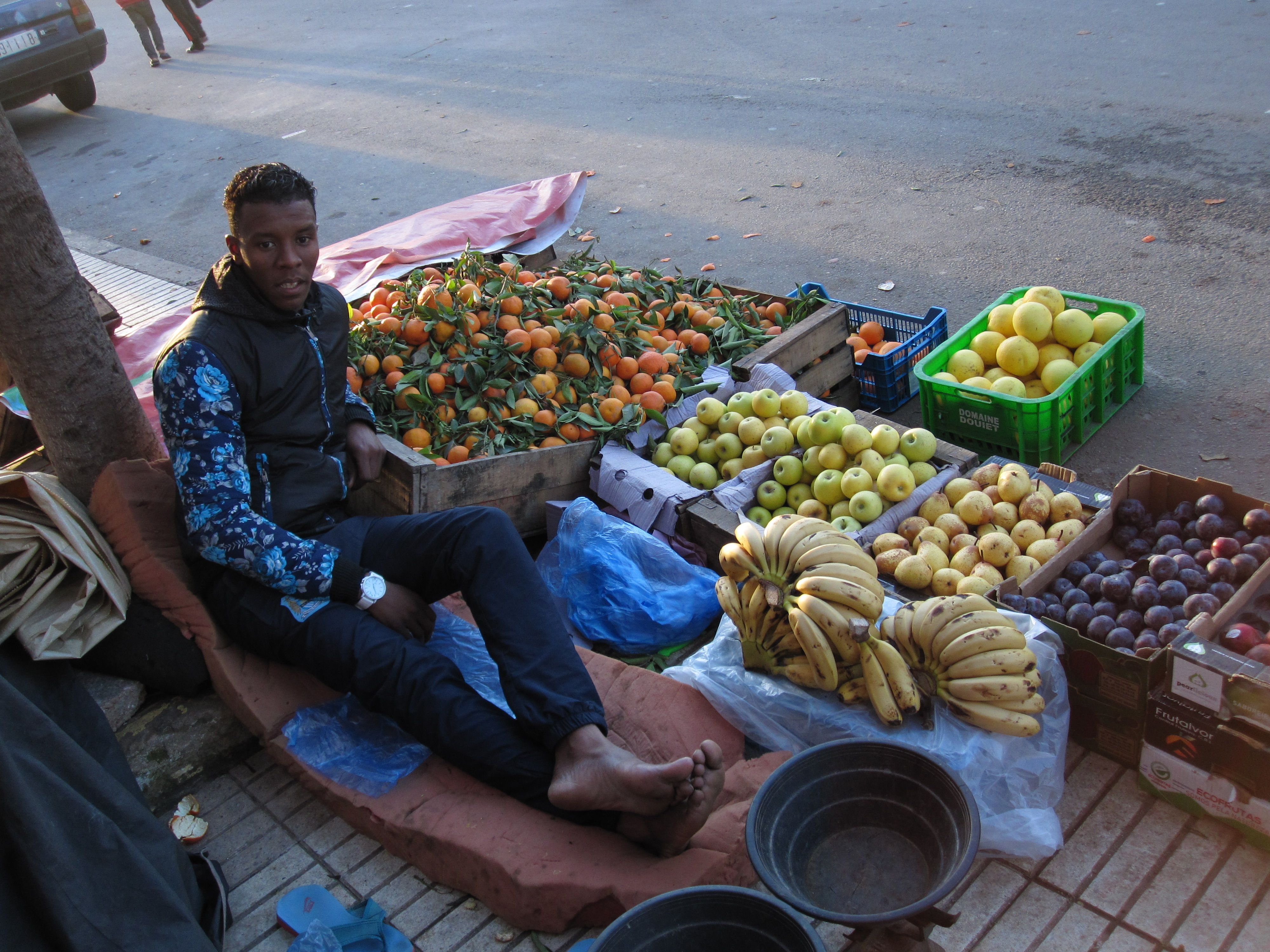
صورة لبائع فواكه بمدينة الدار البيضاء _حي للا مريم_المغرب

حي للا مريم يصنف الحي ضمن أحياء عمالة بن مسيك سيدي عثمان. يقع حي للا مريم غرب الدار البيضاء قرب سوق الجملة المعروف بمارشي كريو الشهير، وكذلك قرب عمالة سيدي عثمان ومجزرة اللحوم الجديدة. ويبعد حي للامريم بحوالي 10 كم عن مركز المدينة المتواجد غرب البيضاء وبجواره الأسواق التجارية الكبرى بالمغرب مثل سوق الجملة للخضر والفواكه وسوق مجازر البيضاء وكذلك سوق السمك وهي الأكبر بإفريقيا. وهذا الحي تتواجد به جميع المرافق الضرورية . واشتهر حي للامريم بوجود قهوة شلوخ المقهى الفريدة من نوعها، والتي كانت تتمركز في قارعة زوايا الحي عند تقاطع شارعي 10 مارس وإدريس الحارثي من جهة وشارعي الحارتي والعقيد العلام.